# Grevillea formosa
Grevillea formosa är en tvåhjärtbladig växtart som beskrevs av Mcgill.. Grevillea formosa ingår i släktet Grevillea och familjen Proteaceae. Inga underarter finns listade i Catalogue of Life.